# Europees kampioenschap hockey vrouwen 1984
Het Europees kampioenschap hockey vrouwen 1984 had plaats van 3 mei tot en met 13 mei 1984 in Rijsel, Frankrijk. Het was de eerste editie van dit internationale sportevenement, dat onder auspiciën stond van de Europese hockeyfederatie (EHF).

## Uitslagen voorronde

### Groep A
| Team        | G | W | GL | V | P  | DV | DT |
| ----------- | - | - | -- | - | -- | -- | -- |
| Sovjet-Unie | 5 | 5 | 0  | 0 | 10 | 37 | 2  |
| Nederland   | 5 | 4 | 0  | 1 | 8  | 19 | 4  |
| Schotland   | 5 | 3 | 0  | 2 | 6  | 6  | 7  |
| België      | 5 | 1 | 1  | 3 | 3  | 3  | 14 |
| Oostenrijk  | 5 | 1 | 0  | 4 | 2  | 3  | 20 |
| Italië      | 5 | 0 | 1  | 4 | 1  | 3  | 24 |

| Schotland   | Oostenrijk  | 2 - 0  |
| Nederland   | Italië      | 7 - 0  |
| België      | Sovjet-Unie | 0 - 7  |
| Sovjet-Unie | Italië      | 12 - 0 |
| Nederland   | Oostenrijk  | 3 - 0  |
| België      | Schotland   | 0 - 2  |
| Italië      | Oostenrijk  | 2 - 3  |
| Nederland   | België      | 4 - 0  |
| Sovjet-Unie | Schotland   | 4 - 0  |
| Sovjet-Unie | Oostenrijk  | 11 - 0 |
| België      | Italië      | 1 - 1  |
| Nederland   | Schotland   | 3 - 1  |
| Italië      | Schotland   | 0 - 1  |
| Nederland   | Sovjet-Unie | 2 - 3  |
| België      | Oostenrijk  | 2 - 0  |

### Groep B
| Team              | G | W | GL | V | P  | DV | DT |
| ----------------- | - | - | -- | - | -- | -- | -- |
| West-Duitsland    | 5 | 5 | 0  | 0 | 10 | 17 | 0  |
| Engeland          | 5 | 3 | 1  | 1 | 7  | 8  | 3  |
| Ierland           | 5 | 2 | 1  | 2 | 5  | 3  | 5  |
| Spanje            | 5 | 2 | 0  | 3 | 4  | 3  | 8  |
| Tsjecho-Slowakije | 5 | 1 | 0  | 4 | 2  | 2  | 9  |
| Frankrijk         | 5 | 0 | 2  | 3 | 2  | 3  | 11 |

| Ierland        | Tsjecho-Slowakije | 1 - 0 |
| Frankrijk      | Spanje            | 1 - 2 |
| West-Duitsland | Engeland          | 3 - 0 |
| Ierland        | Spanje            | 1 - 0 |
| West-Duitsland | Tsjecho-Slowakije | 1 - 0 |
| Frankrijk      | Engeland          | 0 - 0 |
| West-Duitsland | Ierland           | 3 - 0 |
| Frankrijk      | Tsjecho-Slowakije | 1 - 2 |
| Engeland       | Spanje            | 2 - 0 |
| Spanje         | Tsjecho-Slowakije | 1 - 0 |
| Engeland       | Ierland           | 1 - 0 |
| Frankrijk      | West-Duitsland    | 0 - 6 |
| Engeland       | Tsjecho-Slowakije | 5 - 0 |
| Frankrijk      | Ierland           | 1 - 1 |
| West-Duitsland | Spanje            | 4 - 0 |

## Uitslagen eindfase

### Om plaats 9 t/m 12
| Tsjecho-Slowakije | Italië    | 4 - 0 |
| Oostenrijk        | Frankrijk | 1 - 3 |

### Om plaats 5 t/m 8
| Ierland   | België | 1 - 0 |
| Schotland | Spanje | 2 - 0 |

### Halve finale
| West-Duitsland | Nederland | 1 - 3 |
| Sovjet-Unie    | Engeland  | 2 - 0 |

## Finalewedstrijden
| Om plaats 11      | Om plaats 11 | Om plaats 11 |
| ----------------- | ------------ | ------------ |
| Oostenrijk        | Italië       | 1 - 0        |
| Om plaats 9       |              |              |
| Tsjecho-Slowakije | Frankrijk    | 2 - 0        |
| Om plaats 7       |              |              |
| Spanje            | België       | 1 - 0        |
| Om plaats 5       |              |              |
| Ierland           | Schotland    | 2 - 0        |
| Om plaats 3       |              |              |
| West-Duitsland    | Engeland     | 1 - 0        |
| Finale            |              |              |
| Nederland         | Sovjet-Unie  | 2 - 0        |

| Europees kampioen 1984 |
| ---------------------- |
|                        |
| Nederland Eerste titel |

## Eindrangschikking
| rang   | land              |
| ------ | ----------------- |
| Goud   | Nederland         |
| Zilver | Sovjet-Unie       |
| Brons  | West-Duitsland    |
| 4      | Engeland          |
| 5      | Ierland           |
| 6      | Schotland         |
| 7      | Spanje            |
| 8      | België            |
| 9      | Tsjecho-Slowakije |
| 10     | Frankrijk         |
| 11     | Oostenrijk        |
| 12     | Italië            |

1984 · 1987 · 1991 · 1995 · 1999 · 2003 · 2005 · 2007 · 2009 · 2011 · 2013 · 2015 · 2017 · 2019 · 2021 · 2023